# The Old Man and the “C” Student
«The Old Man and The „C“ Student» (рус. Старик и троечник) — двадцатый эпизод десятого сезона мультсериала «Симпсоны». Впервые вышел в эфир 25 апреля 1999 года.

## Сюжет
Близятся Олимпийские Игры, и в Олимпийском комитете решают, где их провести. Директор Комитета получил письмо от Лизы Симпсон, в котором девочка пишет о том, как бы ей хотелось, чтобы олимпийский факел пронесли мимо её родного города. Это письмо растрогало членов комитета и они решают провести Олимпиаду в Спрингфилде. К этому событию Гомер решает создать олимпийский талисман — Олимпийского Кота, закатав кошку Симпсонов в папье-маше, но после отказа Лизы показывать такой талисман делает Талисман-попрыгунчик, пружинку с глазками и флажком Америки. Его и выбирают талисманом. Вскоре в город приезжает Олимпийский комитет. Директор Скиннер представляет комитету хор учеников Спрингфилдской начальной школы. Также он совершает ужасающий поступок — разрешает выступить Барту Симпсону в роли комедианта. Мальчик рассказывает колкие шутки о русских, поляках, немцах, швейцарцах и о самом комитете. В ярости гости покидают город и отменяют Олимпиаду. И хотя в сложившийся ситуации виноват Скиннер, наказывают детей — Мартина Принса отправляют играть с уличными бандитами в баскетбол, Милхауса заставляют очищать берег Спрингфилдского озера от мусора, а главного виновника Барта отправляют работать в дом престарелых.
До инцидента Гомер покупает кучу пружинок — символов Олимпиады, но поскольку её отменяют, Гомер использует их в самых невероятных изобретениях, но все они не имеют спроса, и поэтому Гомер смывает все пружины в унитаз. Тем временем, отрабатывая наказание, Барт встречается с Лизой, которая уже целый год добровольно работает в доме престарелых. Тут он замечает, что жизнь стариков очень скучна, ведь медсестры делают за них всю работу и совсем не развлекают в понимании Барта. Поэтому мальчик при первой попавшейся возможности выводит стариков на улицу и учит их жить «правильной жизнью». Одним из мероприятий Барт запланировал поездку на прогулочном катере. Но Лиза узнает о планах Барта и проникает на корабль. Она очень недовольна выходкой Барта, но тот объясняет ей, что ему очень хочется, чтобы старикам было весело, и это так. К сожалению, рядом проплывал парусник Мистера Бернса, которого не заметил Морской Капитан (у него было два стеклянных глаза). Парусник разламывает катер на две части и все пассажиры оказываются на грани гибели. Их пытается спасти Джек Лалэйн, но становится только хуже. В конце концов корабль тонет… и выпрыгивает из воды! Дело в пружинах, которые Гомер слил в унитаз, откуда они попали на дно озера и спружинили тонущий корабль. После непродолжительных погружений всех пассажиров спасают на вертолёте, на этом вынужденное времяпровождение Барта со стариками заканчивается.